# Adil Rami
Pour les articles homonymes, voir Rami (homonymie).
Adil Rami, né le 27 décembre 1985 à Bastia, est un footballeur international français qui évoluait au poste de défenseur.
Rami commence sa carrière de footballeur à l'ES Fréjus, sans être passé par un centre de formation. Il est alors remarqué par le LOSC Lille avec qui il débute en Ligue 1. Après avoir remporté le doublé coupe-championnat en 2011, il rejoint le championnat espagnol et le Valence CF. Rami s'y impose et découvre la Ligue des champions puis perd peu à peu sa place.
En janvier 2014, il part à l'AC Milan, alors en difficulté sur le plan sportif. À l'été 2015, Rami retourne en Espagne, au Séville FC, où ses performances lui permettent de retrouver l'équipe de France. À l'issue de sa première saison, il remporte la Ligue Europa 2016 et est finaliste de la Coupe d'Espagne.
À l'été 2017, Rami retrouve Rudi Garcia, son entraîneur lillois, à l'Olympique de Marseille et échoue en finale de la Ligue Europa 2018.
Malgré les sollicitations précoces de la fédération marocaine, Rami choisit de représenter la France. Avec les Bleus, il participe à l'Euro 2012 puis est finaliste de l'édition 2016 en France avant de remporter la Coupe du monde 2018 sans avoir joué un seul match de la compétition.
Depuis 2022, Rami est consultant football pour TF1. En 2023, il devient sociétaire des Grosses Têtes sur RTL.

## Biographie

### Enfance et formation
Né en Corse de parents marocains, il grandit à Fréjus. Adil Rami est formé à l'Étoile sportive fréjusienne (CFA). Alors joueur de football amateur, Adil Rami travaille pour la Commune de Fréjus en tant qu'agent municipal, s'occupant des espaces verts et notamment des terrains de football.
En effet, à seize ans, alors qu’il déclare à sa mère vouloir devenir footballeur professionnel, elle lui enjoint de trouver un « vrai travail » pour assurer ses arrières. Il passe alors le BEP de mécanicien et se fait embaucher à la ville de Fréjus, ville dans laquelle il s’entraîne par ailleurs avec son club de l’époque : « J'en ai bavé mais je trouvais déjà cette vie formidable. J'étais en CDI et je gagnais 1050 € par mois plus 500 € que me donnait le club. C’est comme ça que j'ai pu m’acheter ma première bagnole, une Renault Mégane 2 », déclarait-il en 2010 à France Football.

### Carrière en club

#### Révélation au LOSC (2006 - 2011)
Adil Rami est contacté par le LOSC Lille qu'il rejoint en 2006, à l'âge de 21 ans. Il n'est donc jamais passé par un centre de formation et signe son premier contrat professionnel en juin 2007 après avoir évolué pendant trois saisons en Championnat de France amateur, le 4e échelon du football français. D'abord cantonné à l'équipe réserve, il y fait ses débuts au sein de l'équipe première en mai 2007, et s'impose rapidement comme titulaire, au point d'apparaître comme l'un des meilleurs défenseurs centraux du championnat.
Le 4 août 2007, il se blesse au genou lors du match d'ouverture de la saison face au FC Lorient. Les ligaments du genou sont touchés, mais la blessure ne nécessite pas d'intervention chirurgicale. Il retrouve la Ligue 1 lors du match face à l'AS Nancy-Lorraine, le 24 novembre 2007.
Le 18 octobre 2008, il marque son premier but avec le LOSC contre l'Olympique lyonnais lors de la 9e journée de Ligue 1. À l'été 2009, Rami fait l'objet d'une offre de l'Olympique de Marseille, mais les dirigeants du club lillois refusent les avances du club olympien. Un an plus tard, les Russes du Zénith Saint-Pétersbourg sont prêts à aligner 14 millions d'euros pour faire venir le défenseur. Le joueur reste dans le Nord où il réalise un excellent début de saison avec le LOSC, leader au premier tiers du championnat.
Le 3 janvier 2011, Adil Rami s'engage officiellement en faveur du club espagnol du Valence CF. Il reste néanmoins lillois jusqu'à la fin de la saison, le LOSC ayant réussi à obtenir le prêt de son désormais ancien joueur. Le montant avoisine les six millions d'euros et son contrat court jusqu'en 2015. À l'issue de la saison 2010-2011, le LOSC remporte le doublé coupe-championnat. Grâce à ses bonnes performances lors de cette saison, Rami est nommé dans l'équipe type de la saison aux trophées UNFP.

#### Valence puis rebond à Milan (2011 - 2015)
Le 27 août 2011, il dispute son premier match de Liga lors du match comptant pour la 2e journée de championnat face au Racing de Santander. Il marque également son premier but lors de cette rencontre remportée par son équipe (4-3). Auteur de performances remarquables en début de saison, Adil Rami s'impose rapidement au sein de la défense valencienne et gagne facilement sa place de titulaire dans la formation d'Unai Emery.
Le 24 septembre 2013, le nouvel entraîneur de Valence Miroslav Đukić décide de retirer sa convocation à Adil Rami en vue du match contre Grenade « en raison de ses prises de position publiques irrespectueuses pour l'entraîneur et ses partenaires ».
En octobre 2013, il est prêté avec une option d'achat de 6 M€ à l'AC Milan, mais le transfert ne prend effet qu'au mercato d'hiver, même si le joueur a reçu l'autorisation de s'entrainer avec son nouveau club. En Lombardie, il retrouve Philippe Mexès pour former la défense centrale. Le 6 janvier 2014, Clarence Seedorf lui fait jouer son premier match sous les couleurs du Milan lors de la réception de l'Atalanta Bergame, contre qui il entre à sept minutes de la fin. Le défenseur inscrit son premier but le 1er février 2014 contre le Torino. En juillet 2014, il quitte définitivement le Valence CF, trois ans après son arrivée en Espagne, pour s'engager officiellement jusqu'en 2015 avec les « Rossoneri », désormais entrainés par Filippo Inzaghi. Après une saison compliquée terminée à la dixième place de Serie A, le club intronise Sinisa Mihajlovic comme entraîneur et effectue des changements dans son effectif. Rami quitte alors le club milanais.

#### Retour au haut niveau avec Séville puis Marseille (2015 - 2019)

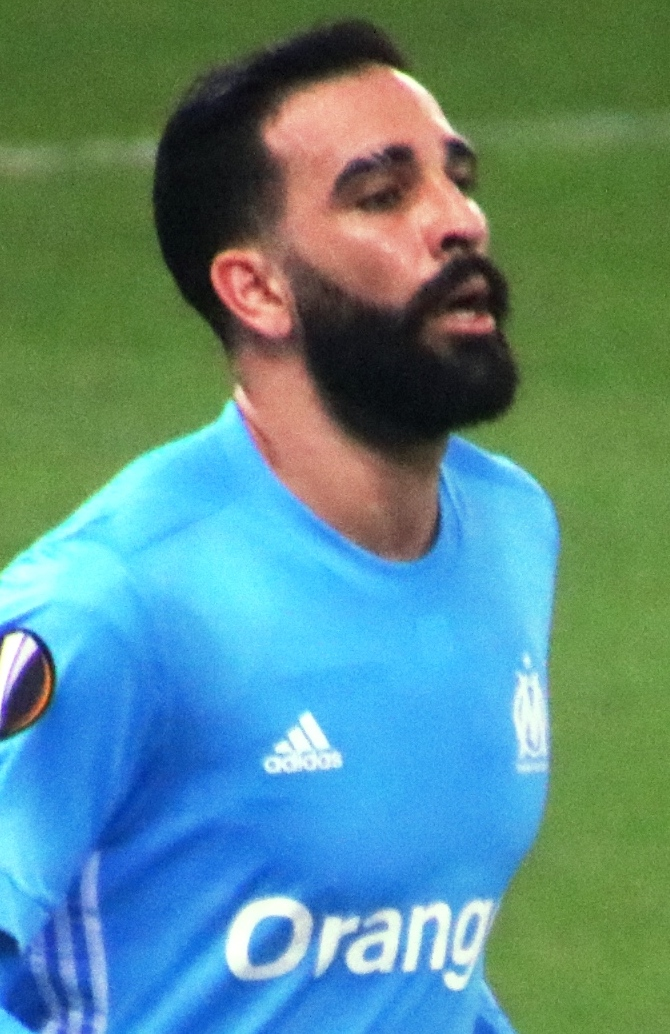
Adil Rami en 2018.

Le 7 juillet 2015, il signe au Séville FC. Sous les ordres d'Unai Emery, il prend part à quarante-six rencontres toutes compétitions confondues durant la saison et remporte la Ligue Europa 2015-2016 en battant Liverpool. Cette même année, il atteint la finale de la coupe d'Espagne, mais est battu par le FC Barcelone, lors de la prolongation.
Le 13 juillet 2017, l'Olympique de Marseille officialise le transfert d'Adil Rami, qui signe un contrat de quatre ans. Il joue son premier match officiel lors du troisième tour préliminaire de Ligue Europa avec une victoire quatre buts à deux contre le KV Ostende. Le 6 août 2017, il débute en championnat contre Dijon. Le 28 janvier 2018, il marque contre Monaco (2-2).
Au cours de cette première saison, il s'impose comme titulaire de l'effectif de Rudi Garcia et dispute cinquante-six matchs toutes compétitions confondues.
L'OM termine quatrième du championnat et atteint la finale de la Ligue Europa (perdue contre l'Atlético Madrid 0-3).

#### Détours par la Turquie, la Russie puis le Portugal (2019 - 2021)
Après un été qui l'a vu conquérir la Coupe du monde en équipe de France, le joueur a un début de saison délicat. Auteur de deux grosses erreurs contre Monaco lors de la quatrième journée, il se blesse ensuite contre Francfort en Ligue Europa. Marseille est éliminée de la Coupe de la Ligue dès les huitièmes de finale par le RC Strasbourg (1-1 tab. 2-4) et peu de temps après par Andrezieux Bouthéon en Coupe de France (2-0). Rami ne joue que très peu au cours de sa deuxième saison sous le maillot du club marseillais, qui termine à la cinquième place au classement.
Le 1er juillet 2019, l'Olympique de Marseille annonce avoir lancé une procédure disciplinaire à l'encontre d'Adil Rami, qui est également mis à pied pour la reprise de l'entraînement. La direction du club lui reproche en effet d'« avoir menti au sujet de son absence à l'entraînement le 20 mai précédent », et de « s'être rendu sur le tournage de l'émission Fort Boyard sans l'accord de Rudi Garcia », alors entraîneur du club. Le 16 juillet 2019, le défenseur n'est pas présent dans la liste des joueurs marseillais qui s'envolent vers les États-Unis pour trois rencontres amicales. Le 12 août 2019, l'Olympique de Marseille annonce la rupture de son contrat pour faute grave.
Le 27 août 2019, libre de tout contrat, il signe avec le club turc de Fenerbahçe. Le 21 février 2020, d'un commun accord avec le club, il résilie son contrat avec Fenerbahçe et rejoint le même jour l'équipe russe du FK Sotchi. Alors que le championnat est arrêté pour cause de pandémie de Covid-19, son contrat est résilié le 27 mai 2020 sans qu'il n'ait joué un seul match. Rami affirme ne pas avoir été payé.
Annoncé avec insistance à la Reggina (Série B), le défenseur central intègre finalement pour la saison 2020-2021 le Boavista, notamment convaincu par Luis Campos. Il  paraphe un contrat de deux saisons et participe à 22 matchs de championnat avec l'équipe portugaise, laquelle parvient en fin de saison à se maintenir en première division. Il rompt son contrat d'un commun accord avec son club après y avoir joué une saison.

#### Retour en France avec l'ESTAC (2021 - 2023)
Libre depuis son départ du Boavista, Adil Rami signe pour une saison à l'ESTAC Troyes, le 24 août 2021, deux ans après son départ de l'Olympique de Marseille et trois ans après avoir remporté la Coupe du monde avec l'équipe de France.
Après quelques essais avec la réserve, Adil Rami fait son grand retour en Ligue 1, le 17 octobre 2021, en remplaçant Oualid El Hajjam sorti sur blessure en première période, pour la première victoire du club de l'Aube depuis le début de saison (victoire à domicile, 1-0).

### Carrière internationale

#### Équipe de France

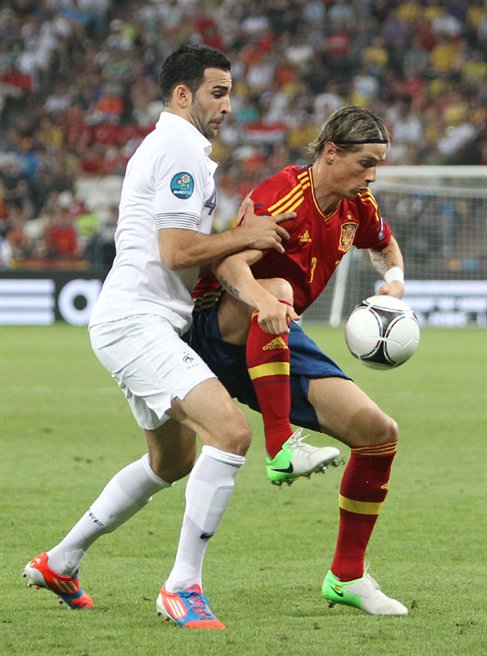
Rami luttant avec Fernando Torres à l'Euro 2012.

Fin 2007, Henri Michel demande à Adil Rami de rejoindre la sélection marocaine pour disputer la Coupe d'Afrique des nations début 2008, mais le jeune franco-marocain décline la proposition du sélectionneur des Rouge et Vert. Il déclare à la presse hexagonale : « J'avais refusé la sélection marocaine, parce que je ne voulais pas me mettre une barrière éventuelle par rapport à l'équipe de France. J'ai préféré attendre ».
Ce choix se révèle judicieux puisqu'en mars 2008 il est retenu dans une liste élargie de 39 joueurs par le sélectionneur français Raymond Domenech et joue le 25 mars un match amical de l'équipe de France A' face au Mali.
Convoqué en équipe du Maroc par Roger Lemerre en août 2008, il décline à nouveau.
En mars 2009, il est retenu en  équipe de France A pour deux matches de qualification pour la Coupe du monde 2010 contre la Lituanie, puis à nouveau le 3 mars 2010 en amical contre l'Espagne, championne d'Europe en titre, mais la charnière centrale Julien Escudé-Michaël Ciani lui est préférée. Le 11 mai suivant, il fait partie de la liste de trente joueurs présélectionnés pour le Mondial d'Afrique du Sud, mais n'est pas retenu dans la liste finale de vingt-trois joueurs.
À l'été 2010, Laurent Blanc, tout juste nommé sélectionneur, le choisit pour former avec Philippe Mexès une nouvelle charnière centrale, plus stable. Adil Rami honore sa première sélection lors d'un match amical contre la Norvège ayant eu lieu 11 août 2010, et s'installe comme titulaire lors des qualifications pour l'Euro 2012.
Le 27 mai 2012, il marque son premier et seul but en bleu lors d'un match amical face à l'Islande (victoire 3-2). Sélectionné pour l'Euro 2012 en Pologne et en Ukraine, il joue tous les matchs jusqu'au quart de finale perdu face à l'Espagne (2-0).
Didier Deschamps, qui succède à Laurent Blanc en tant que sélectionneur après l'Euro, appelle régulièrement Rami mais il reste le plus souvent sur le banc. Lors de la saison 2013-2014, à cause de son faible temps de jeu en club et de l'éclosion de jeunes joueurs. Il n'est plus sélectionné et ne dispute pas la Coupe du monde 2014 au Brésil.

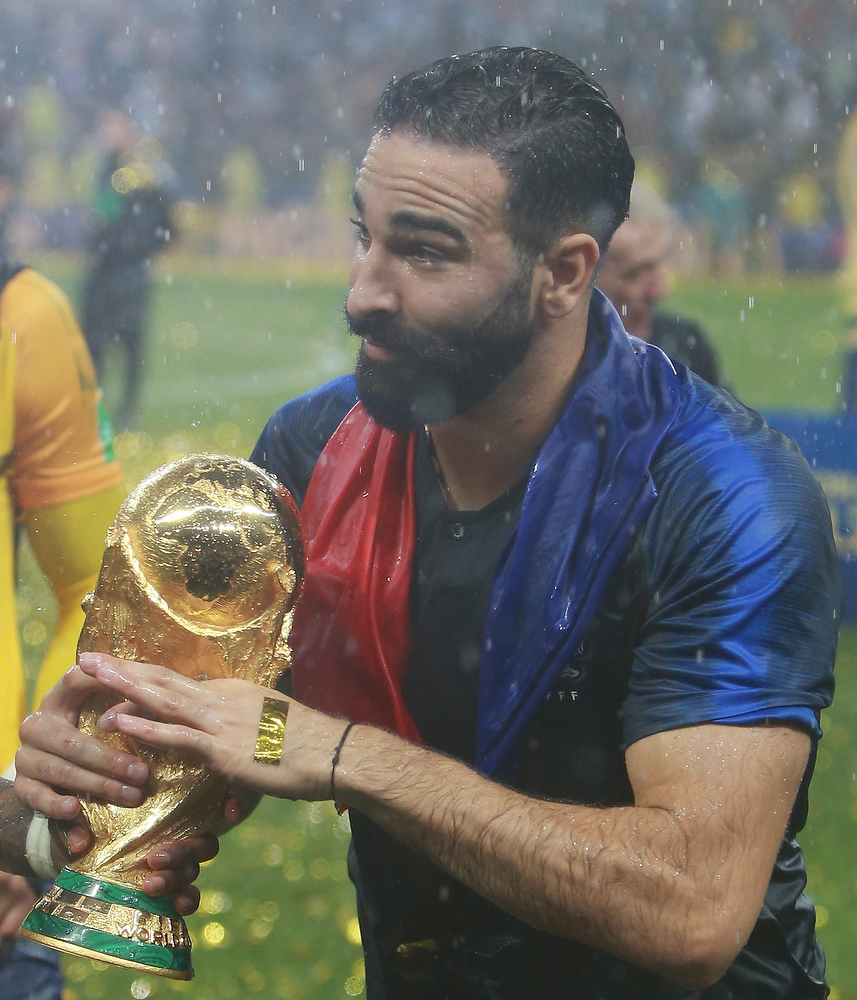
Rami tenant le trophée de la Coupe du monde 2018 le 15 juillet 2018 au stade Loujniki de Moscou.

Pour l'Euro 2016, Rami n'est initialement pas retenu dans la pré-liste de trente-et-un joueurs. Cependant, il est appelé dans le groupe de vingt-trois en tant que joker médical après la blessure de Raphaël Varane. Il fait son retour en bleu en amical le 30 mai 2016 contre le Cameroun (3-2) puis l'Écosse (3-0). Le 15 juin 2016, lors du match France-Albanie, il réalise une passe décisive pour Antoine Griezmann, un centre vers le côté gauche. Titulaire au début de la compétition, il est suspendu en quart de finale et reste sur le banc lors des deux derniers matchs, remplacé par Samuel Umtiti qui se montre satisfaisant malgré son inexpérience au niveau international. La sélection s'incline en finale contre le Portugal (0-1 a.p.).
Didier Deschamps lui maintient sa confiance en vue de la Coupe du monde 2018 et le retient dans le groupe de vingt-trois joueurs. Le 15 juillet 2018, la France remporte la compétition et Rami est champion du monde, bien qu'il n'ait pas joué une seule minute, et annonce sa retraite internationale « dans l'euphorie » de la victoire. Il est quand même convoqué le 30 août en vue du lancement de la Ligue des nations face à l'Allemagne et les Pays-Bas, et dispute un dernier match international en amical le 20 novembre contre l'Uruguay.

## Statistiques
| Saison                | Club                   | Championnat           | Championnat | Championnat | Coupe nationale | Coupe nationale | Coupe de la Ligue | Coupe de la Ligue | Supercoupe | Supercoupe | Compétition(s) continentale(s) | Compétition(s) continentale(s) | Compétition(s) continentale(s) | France | France | Total | Total |
| Saison                | Club                   | Division              | M.          | B.          | M.              | B.              | M.                | B.                | M.         | B.         | Comp.                          | M.                             | B.                             | M.     | B.     | M.    | B.    |
| 2006-2007             | LOSC Lille             | Ligue 1               | 2           | 0           | -               | -               | -                 | -                 | -          | -          | -                              | -                              | -                              | -      | -      | 2     | 0     |
| 2007-2008             | LOSC Lille             | Ligue 1               | 24          | 0           | 3               | 0               | -                 | -                 | -          | -          | -                              | -                              | -                              | -      | -      | 27    | 0     |
| 2008-2009             | LOSC Lille             | Ligue 1               | 33          | 4           | 4               | 0               | 1                 | 0                 | -          | -          | -                              | -                              | -                              | -      | -      | 38    | 4     |
| 2009-2010             | LOSC Lille             | Ligue 1               | 34          | 3           | -               | -               | 2                 | 1                 | -          | -          | C3                             | 13                             | 1                              | -      | -      | 49    | 5     |
| 2010-2011             | LOSC Lille             | Ligue 1               | 36          | 0           | 4               | 0               | 2                 | 0                 | -          | -          | C3                             | 5                              | 0                              | 11     | 0      | 58    | 0     |
| Sous-total            | Sous-total             | Sous-total            | 129         | 7           | 11              | 0               | 5                 | 1                 | -          | -          | -                              | 18                             | 1                              | 11     | 0      | 174   | 9     |
| 2011-2012             | Valence CF             | Liga                  | 33          | 2           | 7               | 0               | -                 | -                 | -          | -          | C1+C3                          | 6+7                            | 1+3                            | 13     | 1      | 66    | 7     |
| 2012-2013             | Valence CF             | Liga                  | 25          | 0           | 5               | 1               | -                 | -                 | -          | -          | C1                             | 6                              | 1                              | 2      | 0      | 38    | 2     |
| 2013-2014             | Valence CF             | Liga                  | 3           | 0           | -               | -               | -                 | -                 | -          | -          | C3                             | 1                              | 0                              | -      | -      | 4     | 0     |
| Sous-total            | Sous-total             | Sous-total            | 61          | 2           | 12              | 1               | -                 | -                 | -          | -          | -                              | 20                             | 5                              | 15     | 1      | 108   | 9     |
| 2013-2014             | AC Milan (prêt)        | Serie A               | 18          | 3           | 2               | 0               | -                 | -                 | -          | -          | C1                             | 2                              | 0                              | -      | -      | 22    | 3     |
| 2014-2015             | AC Milan               | Serie A               | 21          | 1           | 1               | 0               | -                 | -                 | -          | -          | -                              | -                              | -                              | -      | -      | 22    | 1     |
| Sous-total            | Sous-total             | Sous-total            | 39          | 4           | 3               | 0               | -                 | -                 | -          | -          | -                              | 2                              | 0                              | 0      | 0      | 44    | 4     |
| 2015-2016             | Séville FC             | Liga                  | 28          | 0           | 6               | 2               | -                 | -                 | -          | -          | C1+C3                          | 4+8                            | 0+1                            | 6      | 0      | 52    | 3     |
| 2016-2017             | Séville FC             | Liga                  | 21          | 0           | 3               | 0               | -                 | -                 | 1          | 0          | C1+SC                          | 7+1                            | 0+0                            | 1      | 0      | 34    | 0     |
| Sous-total            | Sous-total             | Sous-total            | 49          | 0           | 9               | 2               | -                 | -                 | 1          | 0          | -                              | 20                             | 1                              | 7      | 0      | 86    | 3     |
| 2017-2018             | Olympique de Marseille | Ligue 1               | 33          | 1           | 3               | 0               | -                 | -                 | -          | -          | C3                             | 18                             | 1                              | 2      | 0      | 56    | 2     |
| 2018-2019             | Olympique de Marseille | Ligue 1               | 16          | 1           | -               | -               | 1                 | 0                 | -          | -          | C3                             | 4                              | 0                              | 1      | 0      | 22    | 1     |
| Sous-total            | Sous-total             | Sous-total            | 49          | 2           | 3               | 0               | 1                 | 0                 | -          | -          | -                              | 22                             | 1                              | 3      | 0      | 78    | 3     |
| 2019-2020             | Fenerbahçe SK          | Süper Lig             | 1           | 0           | 6               | 0               | -                 | -                 | -          | -          | -                              | -                              | -                              | -      | -      | 7     | 0     |
| Sous-total            | Sous-total             | Sous-total            | 1           | 0           | 6               | 0               | -                 | -                 | -          | -          | -                              | -                              | -                              | -      | -      | 7     | 0     |
| 2020-2021             | Boavista Futebol Clube | LigaNos               | 22          | 0           | 0               | 0               | -                 | -                 | -          | -          | -                              | -                              | -                              | -      | -      | 22    | 0     |
| Sous-total            | Sous-total             | Sous-total            | 22          | 0           | 0               | 0               | -                 | -                 | -          | -          | -                              | -                              | -                              | -      | -      | 22    | 0     |
| 2021-2022             | ESTAC Troyes           | Ligue 1               | 17          | 3           | 1               | 0               | -                 | -                 | -          | -          | -                              | -                              | -                              | -      | -      | 18    | 3     |
| 2022-2023             | ESTAC Troyes           | Ligue 1               | 20          | 0           | 1               | 0               | -                 | -                 | -          | -          | -                              | -                              | -                              | -      | -      | 21    | 0     |
| Sous-total            | Sous-total             | Sous-total            | 37          | 3           | 2               | 0               | -                 | -                 | -          | -          | -                              | -                              | -                              | -      | -      | 39    | 3     |
| Total sur la carrière | Total sur la carrière  | Total sur la carrière | 382         | 18          | 46              | 3               | 6                 | 1                 | 1          | 0          | -                              | 79                             | 8                              | 36     | 1      | 550   | 31    |

### Liste des matchs internationaux
| Matchs internationaux d'Adil Rami | Matchs internationaux d'Adil Rami | Matchs internationaux d'Adil Rami                        | Matchs internationaux d'Adil Rami | Matchs internationaux d'Adil Rami | Matchs internationaux d'Adil Rami | Matchs internationaux d'Adil Rami                                    |
|                                   | Date                              | Lieu                                                     | Adversaire                        | Résultat                          | Compétition                       | Notes                                                                |
| --------------------------------- | --------------------------------- | -------------------------------------------------------- | --------------------------------- | --------------------------------- | --------------------------------- | -------------------------------------------------------------------- |
| 1.                                | 11 août 2010                      | Ullevaal Stadion, Oslo, Norvège                          | Norvège                           | 2-1                               | Match amical                      | Titulaire.                                                           |
| 2.                                | 3 septembre 2010                  | Stade de France, Saint-Denis, France                     | Biélorussie                       | 0-1                               | Éliminatoires Euro 2012           | Titulaire.                                                           |
| 3.                                | 7 septembre 2010                  | Stade Asim Ferhatović Hase, Sarajevo, Bosnie-Herzégovine | Bosnie-Herzégovine                | 0-2                               | Éliminatoires Euro 2012           | Titulaire.                                                           |
| 4.                                | 9 octobre 2010                    | Stade de France, Saint-Denis, France                     | Roumanie                          | 2-0                               | Éliminatoires Euro 2012           | Titulaire.                                                           |
| 5.                                | 12 octobre 2010                   | Stade Saint-Symphorien, Longeville-lès-Metz, France      | Luxembourg                        | 2-0                               | Éliminatoires Euro 2012           | Titulaire.                                                           |
| 6.                                | 17 novembre 2010                  | Wembley Stadium, Londres, Angleterre                     | Angleterre                        | 1-2                               | Match amical                      | Titulaire.                                                           |
| 7.                                | 9 février 2011                    | Stade de France, Saint-Denis, France                     | Brésil                            | 1-0                               | Match amical                      | Titulaire.                                                           |
| 8.                                | 25 mars 2011                      | Stade Josy-Barthel, Luxembourg, Luxembourg               | Luxembourg                        | 0-2                               | Éliminatoires Euro 2012           | Titulaire.                                                           |
| 9.                                | 29 mars 2011                      | Stade de France, Saint-Denis, France                     | Croatie                           | 0-0                               | Match amical                      | Titulaire et remplacé par Mamadou Sakho à la 93e minute de jeu.      |
| 10.                               | 3 juin 2011                       | Stade Dinamo, Minsk, Biélorussie                         | Biélorussie                       | 1-1                               | Éliminatoires Euro 2012           | Titulaire.                                                           |
| 11.                               | 9 juin 2011                       | Stade de l'armée polonaise, Varsovie, Pologne            | Pologne                           | 0-1                               | Match amical                      | Entre en jeu à la place de Younès Kaboul à la 26e minute de jeu.     |
| 12.                               | 6 septembre 2011                  | Arena Națională, Bucarest, Roumanie                      | Roumanie                          | 0-0                               | Éliminatoires Euro 2012           | Titulaire.                                                           |
| 13.                               | 7 octobre 2011                    | Stade de France, Saint-Denis, France                     | Albanie                           | 3-0                               | Éliminatoires Euro 2012           | Titulaire.                                                           |
| 14.                               | 11 octobre 2011                   | Stade de France, Saint-Denis, France                     | Bosnie-Herzégovine                | 1-1                               | Éliminatoires Euro 2012           | Titulaire.                                                           |
| 15.                               | 11 novembre 2011                  | Stade de France, Saint-Denis, France                     | États-Unis                        | 1-0                               | Match amical                      | Titulaire.                                                           |
| 16.                               | 15 novembre 2011                  | Stade de France, Saint-Denis, France                     | Belgique                          | 0-0                               | Match amical                      | Titulaire.                                                           |
| 17.                               | 29 février 2012                   | Weserstadion, Brême, Allemagne                           | Allemagne                         | 1-2                               | Match amical                      | Titulaire.                                                           |
| 18.                               | 27 mai 2012                       | Stade du Hainaut, Valenciennes, France                   | Islande                           | 3-2                               | Match amical                      | Titulaire.                                                           |
| 19.                               | 31 mai 2012                       | Stade Auguste Delaune, Reims, France                     | Serbie                            | 2-0                               | Match amical                      | Entre en jeu à la place de Philippe Mexès à la 72e minute de jeu.    |
| 20.                               | 5 juin 2012                       | MMArena, Le Mans, France                                 | Estonie                           | 4-0                               | Match amical                      | Titulaire.                                                           |
| 21.                               | 11 juin 2012                      | Donbass Arena, Donetsk, Ukraine                          | Angleterre                        | 1-1                               | Euro 2012                         | Titulaire.                                                           |
| 22.                               | 15 juin 2012                      | Donbass Arena, Donetsk, Ukraine                          | Ukraine                           | 0-2                               | Euro 2012                         | Titulaire.                                                           |
| 23.                               | 19 juin 2012                      | Stade olympique, Kiev, Ukraine                           | Suède                             | 2-0                               | Euro 2012                         | Titulaire.                                                           |
| 24.                               | 23 juin 2012                      | Donbass Arena, Donetsk, Ukraine                          | Espagne                           | 2-0                               | Euro 2012                         | Titulaire.                                                           |
| 25.                               | 6 février 2013                    | Stade de France, Saint-Denis, France                     | Allemagne                         | 1-2                               | Match amical                      | Entre en jeu à la place de Laurent Koscielny à la 46e minute de jeu. |
| 26.                               | 9 juin 2013                       | Arena do Grêmio, Porto Alegre, Brésil                    | Brésil                            | 0-3                               | Match amical                      | Titulaire.                                                           |
| 27.                               | 30 mai 2016                       | Stade de la Beaujoire, Nantes, France                    | Cameroun                          | 3-2                               | Match amical                      | Titulaire.                                                           |
| 28.                               | 4 juin 2016                       | Stade Saint-Symphorien, Longeville-lès-Metz, France      | Écosse                            | 3-0                               | Match amical                      | Titulaire.                                                           |
| 29.                               | 10 juin 2016                      | Stade de France, Saint-Denis, France                     | Roumanie                          | 2-1                               | Euro 2016                         | Titulaire.                                                           |
| 30.                               | 15 juin 2016                      | Stade Vélodrome, Marseille, France                       | Albanie                           | 2-0                               | Euro 2016                         | Titulaire.                                                           |
| 31.                               | 19 juin 2016                      | Stade Pierre-Mauroy, Villeneuve-d'Ascq, France           | Suisse                            | 0-0                               | Euro 2016                         | Titulaire.                                                           |
| 32.                               | 26 juin 2016                      | Parc Olympique lyonnais, Décines-Charpieu, France        | République d'Irlande              | 2-1                               | Euro 2016                         | Titulaire.                                                           |
| 33.                               | 15 novembre 2016                  | Stade Bollaert-Delelis, Lens, France                     | Côte d'Ivoire                     | 0-0                               | Match amical                      | Titulaire.                                                           |
| 34.                               | 28 mai 2018                       | Stade de France, Saint-Denis, France                     | République d'Irlande              | 2-0                               | Match amical                      | Titulaire.                                                           |
| 35.                               | 1er juin 2018                     | Allianz Riviera, Nice, France                            | Italie                            | 3-1                               | Match amical                      | Titulaire.                                                           |
| 36.                               | 20 novembre 2018                  | Stade de France, Saint-Denis, France                     | Uruguay                           | 1-0                               | Match amical                      | Titulaire.                                                           |

### But international
| Buts internationaux de Adil Rami | Buts internationaux de Adil Rami | Buts internationaux de Adil Rami       | Buts internationaux de Adil Rami | Buts internationaux de Adil Rami | Buts internationaux de Adil Rami | Buts internationaux de Adil Rami | Buts internationaux de Adil Rami |
|                                  | Date                             | Lieu                                   | Adversaire                       | Score                            | Résultat                         | Compétition                      |                                  |
| -------------------------------- | -------------------------------- | -------------------------------------- | -------------------------------- | -------------------------------- | -------------------------------- | -------------------------------- | -------------------------------- |
| 1.                               | 27 mai 2012                      | Stade du Hainaut, Valenciennes, France | Islande                          | 3-2                              | 3-2                              | Match amical                     |                                  |

## Palmarès

### En club
| LOSC Lille - Championnat de France (1) : - Champion : 2010-11. - Coupe de France (1) : - Vainqueur : 2010-11. |  | Séville FC - Coupe d'Espagne : - Finaliste : 2015-16. - Ligue Europa (1) : - Vainqueur : 2015-16. |  | Olympique de Marseille - Ligue Europa : - Finaliste : 2017-18. |

### En sélection

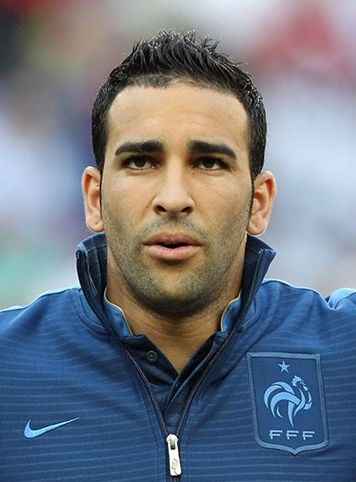
Adil Rami à l'Euro 2012.

France
| - Championnat d'Europe : - Finaliste : 2016. |  | - Coupe du monde (1) : - Vainqueur : 2018. |

### Distinctions personnelles
Adil Rami est nommé dans l'équipe-type de Ligue 1 en 2011 ainsi que dans l’équipe-type de la Ligue Europa en 2016.

## Engagements
En mars 2008, Adil Rami accepte d'être le parrain de l'association Princesse Clélia créée en hommage à Clélia Médina, une jeune femme de 18 ans assassinée le 17 février précédent.
En 2010, il pose nu pour l'édition 2011 du calendrier des Dieux du Stade organisé par le club de rugby du Stade français et réalisé par François Rousseau. Il est l'un des rares sportifs hors rugby à y être invité. Les bénéfices des ventes sont reversés à une association caritative.
Il a participé deux fois au jeu Fort Boyard sur France 2 : en 2014, avec pour coéquipiers le chanteur et top model Baptiste Giabiconi, la journaliste et membre du CSA Françoise Laborde, la danseuse Fauve Hautot, le chroniqueur Benoît Chaigneau et l'humoriste Jarry. Ils ont joué pour l'association Le Refuge. En 2019, il est le capitaine d'une équipe composée des anciennes Miss France Marine Lorphelin et Maëva Coucke, de la comédienne Géraldine Lapalus, du comédien et kick-boxeur Moïse Santamaria, de l'animateur et chroniqueur Benoît Dubois et du joueur de rugby Mourad Ameur, en faveur de « Solidarité Femmes ».

## Décoration
- Chevalier de la Légion d'honneur. Par décret du président de la République en date du 31 décembre 2018, tous les membres de l'équipe de France championne du monde 2018 sont promus au grade de chevalier de la Légion d'honneur[41].

## Vie privée
De 2011 à fin 2016, il partage sa vie avec le mannequin Sidonie Biémont. Le 7 septembre 2016, Sidonie donne naissance à des jumeaux prénommés Zayn et Madi.
Il est en couple avec l'actrice américano-canadienne Pamela Anderson de juin 2017 à juin 2019.
Le 21 février 2022, le footballeur annonce sa relation avec la candidate de téléréalité Léna Guillou (Les Princes et les Princesses de l'Amour).

### Accusations de violences conjugales
En 2019, après avoir annoncé sa rupture avec lui, Pamela Anderson accuse Adil Rami de violences conjugales lorsqu'il était en couple avec elle, décrivant des « tortures physiques et émotionnelles » ainsi que des coups et des menaces de sa part,. Dans la foulée, l'association Solidarité Femmes annonce casser son partenariat avec le joueur. Adil Rami nie depuis ces accusations, et Pamela Anderson n'a jamais porté plainte pour ces faits,. Sidonie Biémont, ancienne compagne d'Adil Rami et mère de ses enfants, affirme n'avoir jamais rien subi de tel de sa part,.

## Activités audiovisuelles
Depuis 2022, Adil Rami est consultant football pour TF1.
Depuis le 25 octobre 2023, il est sociétaire de l'émission Les Grosses Têtes animée par Laurent Ruquier sur RTL.
En 2023-2024, il est chroniqueur dans l'émission de divertissement Camille & images animée par Camille Combal sur TF1[réf. nécessaire].
En 2024, il participe à la saison 9 de l'émission Top Gear France sur RMC Découverte, ainsi qu'à Qui veut être mon associé ? sur M6. Cette même année il participe au jeu Une famille en or sur TF1.
De février à avril 2025, il est candidat dans la saison 14 de Danse avec les stars sur TF1 avec Ana Riera comme partenaire de danse. Ils terminent troisièmes de la compétition.
La même année, il remporte la saison 4 de l'émission de M6 Les Traîtres[réf. nécessaire].
En 2025, il coprésente avec Adriana Karembeu la finale du Top Model International en direct sur TV Monaco.